# 5726 Rubin
5726 Rubin è un asteroide della fascia principale. Scoperto nel 1988, presenta un'orbita caratterizzata da un semiasse maggiore pari a 2,3498216 UA e da un'eccentricità di 0,1574038, inclinata di 25,25008° rispetto all'eclittica.